# Prémio Philip Hauge Abelson
O Prémio Philip Hauge Abelson (em inglês:  Philip Hauge Abelson Prize) é um prémio atribuído desde 1985 pela American Association for the Advancement of Science.
Este galardão em homenagem a Philip Hauge Abelson destina-se a premiar todos os que fizeram significativas contribuições para o avanço da ciência nos Estados Unidos.

## Laureados[1]
- 1991 - Bentley Glass
- 1992 - John H. Gibbons
- 1993 - Harvey Brooks
- 1994 - Frank Press
- 1995 - William O. Baker
- 1996 - D. Allan Bromley
- 1997 - Peter H. Raven
- 1998 - Mary L. Good
- 1999 - Neal F. Lane
- 2000 - Leon M. Lederman
- 2001 - Norman E. Borlaug
- 2002 - Vernon J. Ehlers
- 2003 - Norman P. Neureiter
- 2004 - Maxine Frank Singer
- 2005 - Norman R. Augustine
- 2006 - Charles M. Vest
- 2007 - Burton Richter
- 2008 - Richard A. Meserve
- 2009 - Francis S. Collins
- 2010 - Rush Holt Jr.
- 2011 - Shirley Ann Jackson
- 2012 - Anita K. Jones
- 2013 - Lewis M. Branscomb
- 2014 - Bruce Alberts
- 2015 - Eric Lander
- 2016 - Ioannis Miaoulis